# Acetochlor

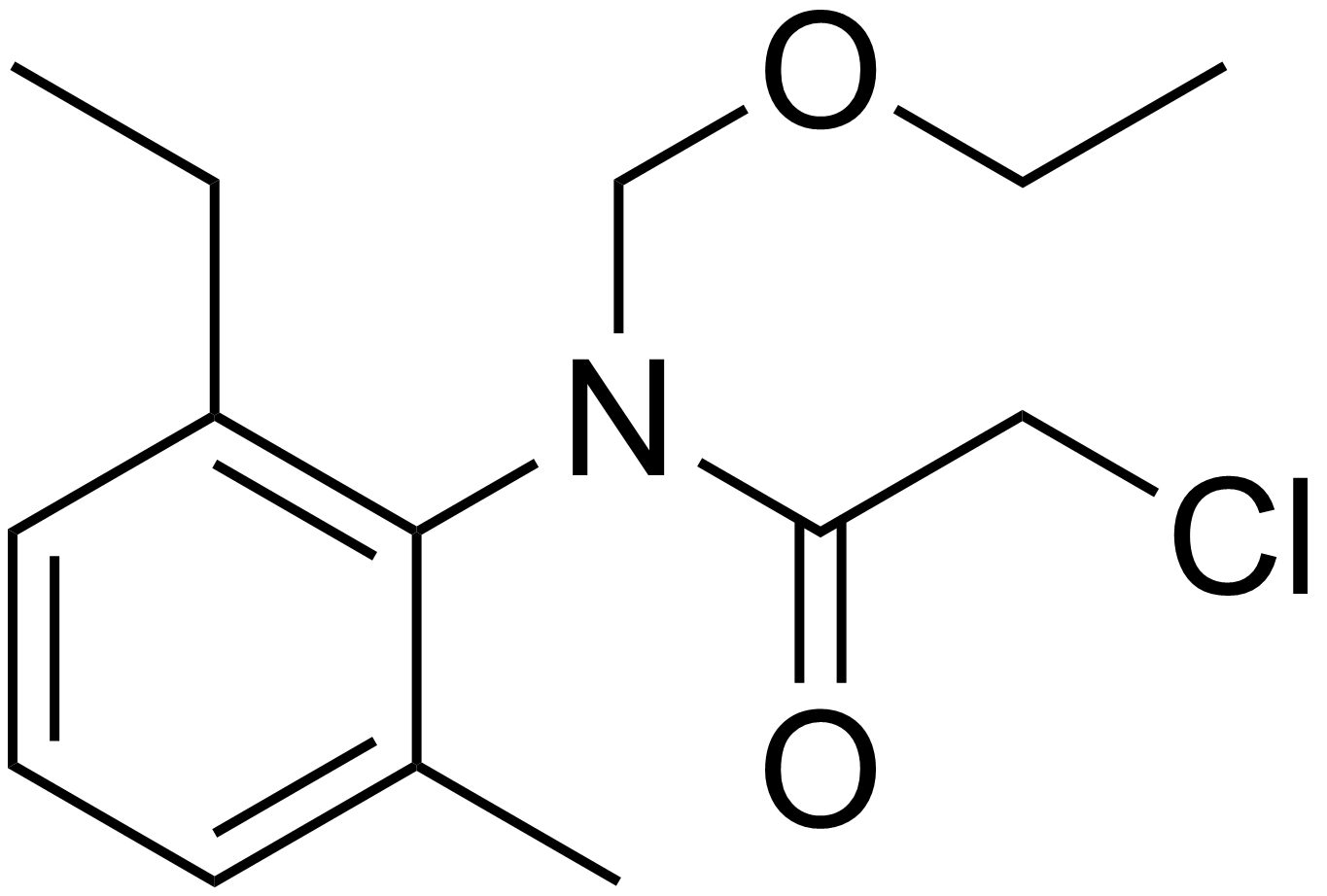
Strukturní vzorec acetochloru

Acetochlor, 2-chlor-N-(ethoxymethyl)-N-(2-ethyl-6-methylfenyl)acetamid, je herbicid vyvinutý agrochemickými firmami Monsanto a Zeneca.
Užívá se zejména proti plevelům na polích s kukuřicí, někdy jako náhrada atrazinu. Acetochlor byl v roce 1994 klasifikován společností EPA jako pravděpodobný karcinogen. V Evropské unii byl zakázán roku 2012. 